# لینا ویدیکول
لینا ویدیکول (به سوئدی: Lena Videkull) (زادهٔ ۶ دسامبر ۱۹۶۲ میلادی) بازیکن زن سوئدی پیشین فوتبال است. وی در پست مهاجم بازی می‌کرد. او ۱۱۱ بازی برای تیم ملی فوتبال زنان سوئد انجام داده‌است و ۷۲ گل به ثمر رسانده‌است. او همچنین در مستندی به نام ورزش دیگر که
به فوتبال زنان در سوئد می‌پردازد و به تهیه‌کنندگی تلویزیون سوئد انجام و پخش شده نیز مشارکت داشته‌است. این مجموعه مستند از سال ۲۰۱۳ پخش شده‌است.

## پیشهٔ باشگاهی
لینا ویدیکول موفق شده‌است تا در لیگ برتر فوتبال زنان سوئد شش بار عنوان قهرمانی را بدست بیاورد؛ و هر شش بار نیز برترین گلزن این لیگ شده‌است.

## پیشهٔ ملی
ویدیکول نخستین بازی خود را برای تیم ملی فوتبال زنان سوئد در مسابقات زنان جام یوفا و در مهٔ ۱۹۸۴ انجام داد.